# Actinokentia huerlimannii
Actinokentia huerlimannii es una especie de planta de la familia de las arecáceas.
Solamente se puede encontrar en Nueva Caledonia en suelos de serpentina en el bosque húmedo a una altitud de 850 - 880 metros..

## Taxonomía
Actinokentia huerlimannii fue descrita por Harold Emery Moore y publicado en Gentes Herbarum; occasional papers on the kind of plants 12: 17, en el año 1980.
Etimología
Actinokentia: nombre genérico que combina el término Aktis que significa "un rayo o un haz de luz", con la kentia nombre otorgado en honor de William Kent (1779-1827), que fue curador en el Jardín Botánico de Buitenzorg, Java (ahora Kebun Raya Bogor).
huerlimannii: epíteto otorgado en honor del botánico suizo Hans Hürlimann.